# Miguel Mancheño y Olivares

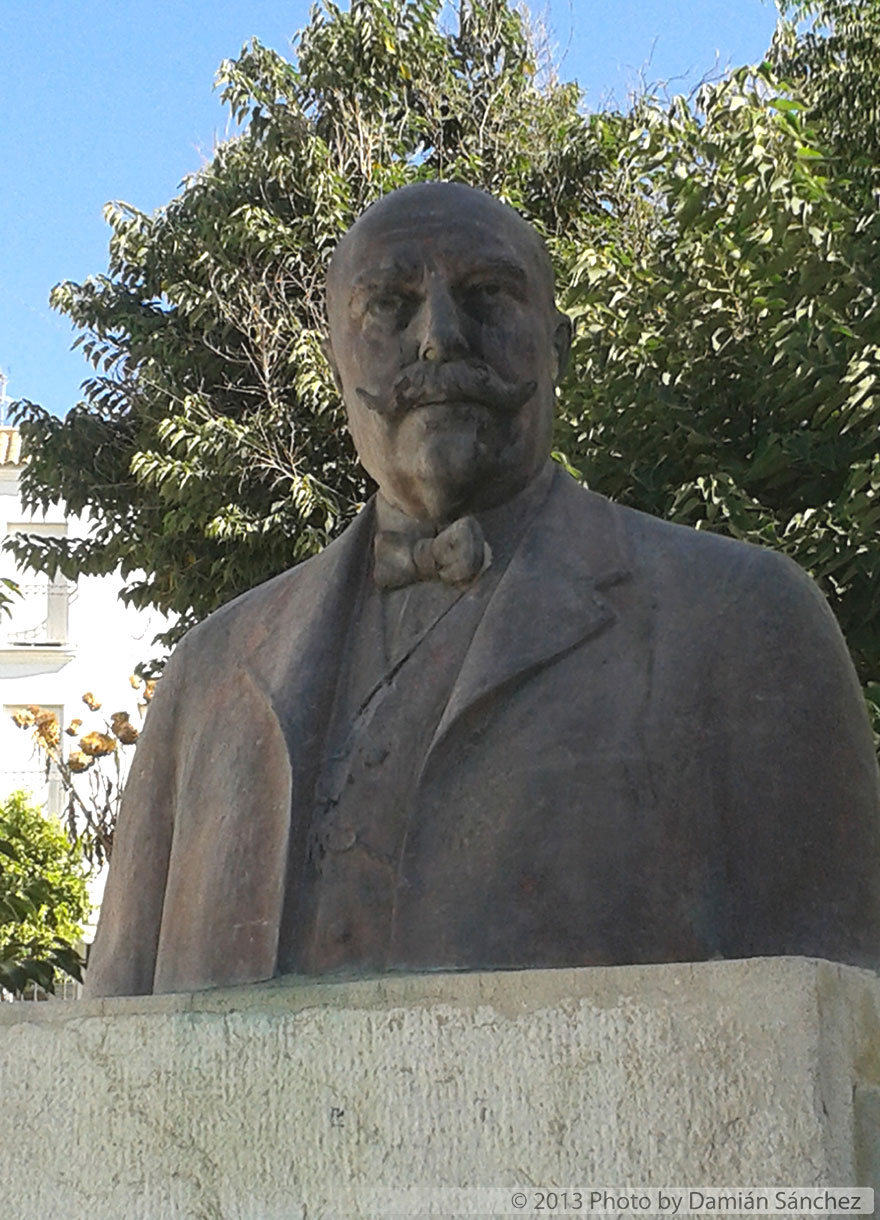
Busto de Miguel Mancheño y Olivares ubicado en el centro de día de Arcos de la Frontera

Miguel Mancheño y Olivares escritor nacido en Arcos de la Frontera el 16 de mayo de 1843 y fallecido el 15 de diciembre de 1922. Figura sobresaliente de la cultura arcense.  Hijo del matrimonio formado por José María Mancheño, Secretario de Ayuntamiento y de Francisca Olivares. Realizó los estudios de bachillerato en Cádiz y Jerez de la Frontera y la Carrera de Leyes en Sevilla y Granada. En 1868 ejerció de Secretario del Ayuntamiento y Notario de Montoro (Córdoba). Nombrado Diputado Provincial en 1871, dimitió del cargo. En 1875 sustituyó en la Notaría de Arcos a José María de las Cuevas y Armario, bisabuelo de los Hermanos José y Jesús de las Cuevas Velázquez-Gaztelu. Historiador, articulista,autor teatral, e incluso inventor de una fórmula para leer los escritos en tinta borrosa, pero sobre todo, un amante confeso de su pueblo natal e investigador sin parangón. Miembro de la Real Academia de la Historia e Hijo Predilecto de Arcos de la Frontera.

## Sus obras

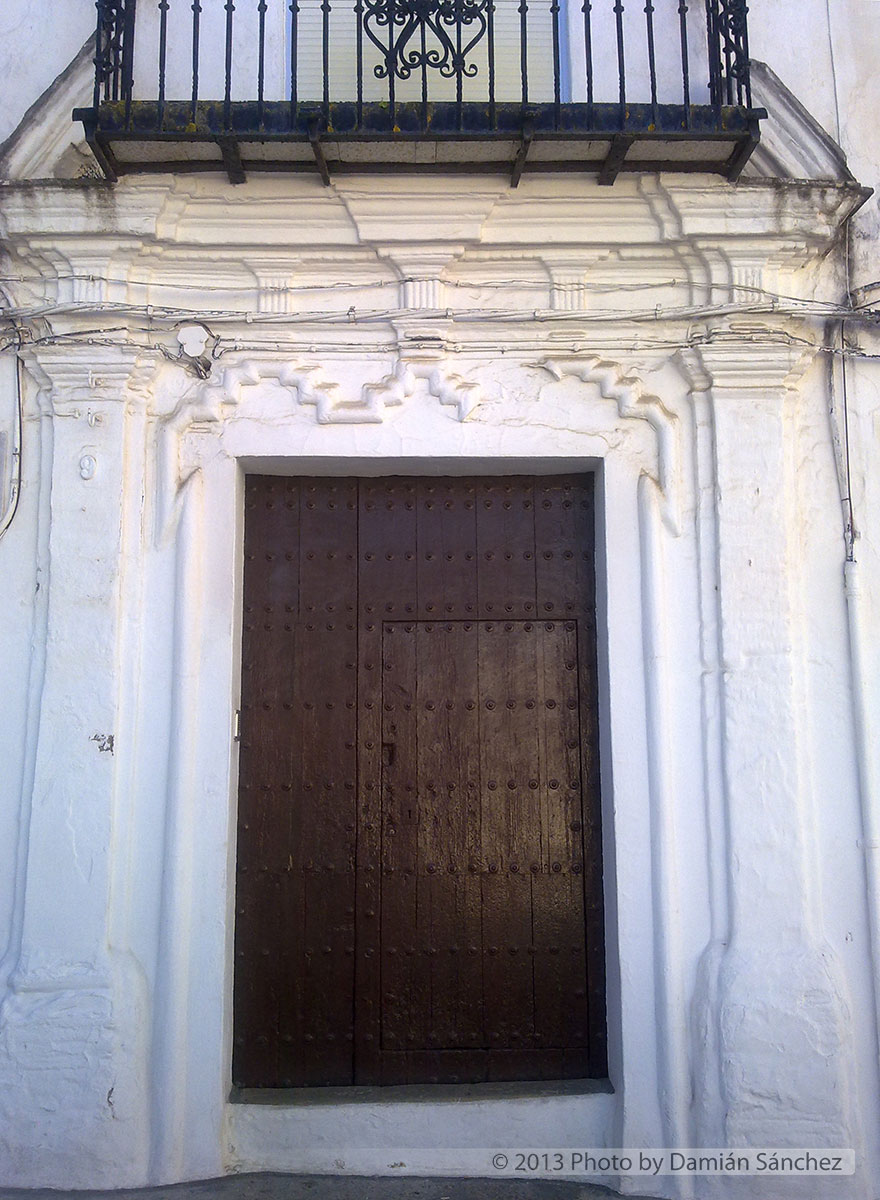
Portada de la casa natal de Miguel Mancheño y Olivares en la calle Cristóbal Colón de Arcos de la Frontera

Autor de libros como "La batalla de Barbate" y "El collar de perlas", además de cinco piezas teatrales, numerosas traducciones, monografías y artículos y estudios y recopilaciones dedicadas a Arcos de la Frontera, tales como:
- Collar de perlas (1879)
- Galería de Arcobricenses ilustres (1892)
- Apuntes para una historia de Arcos de la Frontera (1894)
- Las iglesias parroquiales de Arcos de la Frontera (1896)
- Riqueza y cultura de Arcos de la Frontera (1898)
- La batalla de Barbate, estudio histórico crítico (1899)
- Antigüedades del Partido Judicial de Arcos de la Frontera y pueblos que existieron en él (1901)